# Asda
Asda Stores Ltd. (/ˈæzdə/) (được viết tắt từ Associated Dairies) là một chuỗi siêu thị có trụ sở chính tại Leeds, Anh. Công ty được thành lập vào năm 1949 khi gia đình Asquith hợp nhất hoạt động kinh doanh bán lẻ của họ với công ty Associated Dairies ở Yorkshire. Công ty mở rộng sang miền Nam nước Anh trong những năm 1970 và 1980, và mua lại Allied Carpets, 61 siêu thị Gateway lớn và các doanh nghiệp khác, chẳng hạn như MFI Group. Công ty đã bán những vụ mua lại này trong suốt những năm 1990 để tập trung vào các siêu thị trong hệ thống. Công ty được niêm yết trên sàn giao dịch chứng khoán London cho đến năm 1999 khi được Walmart mua lại với giá 6,7 tỷ bảng Anh. Asda là chuỗi siêu thị lớn thứ hai tại Vương quốc Anh từ năm 2003 đến năm 2014 tính theo thị phần, tại thời điểm đó, Asda đã rơi xuống vị trí thứ ba.

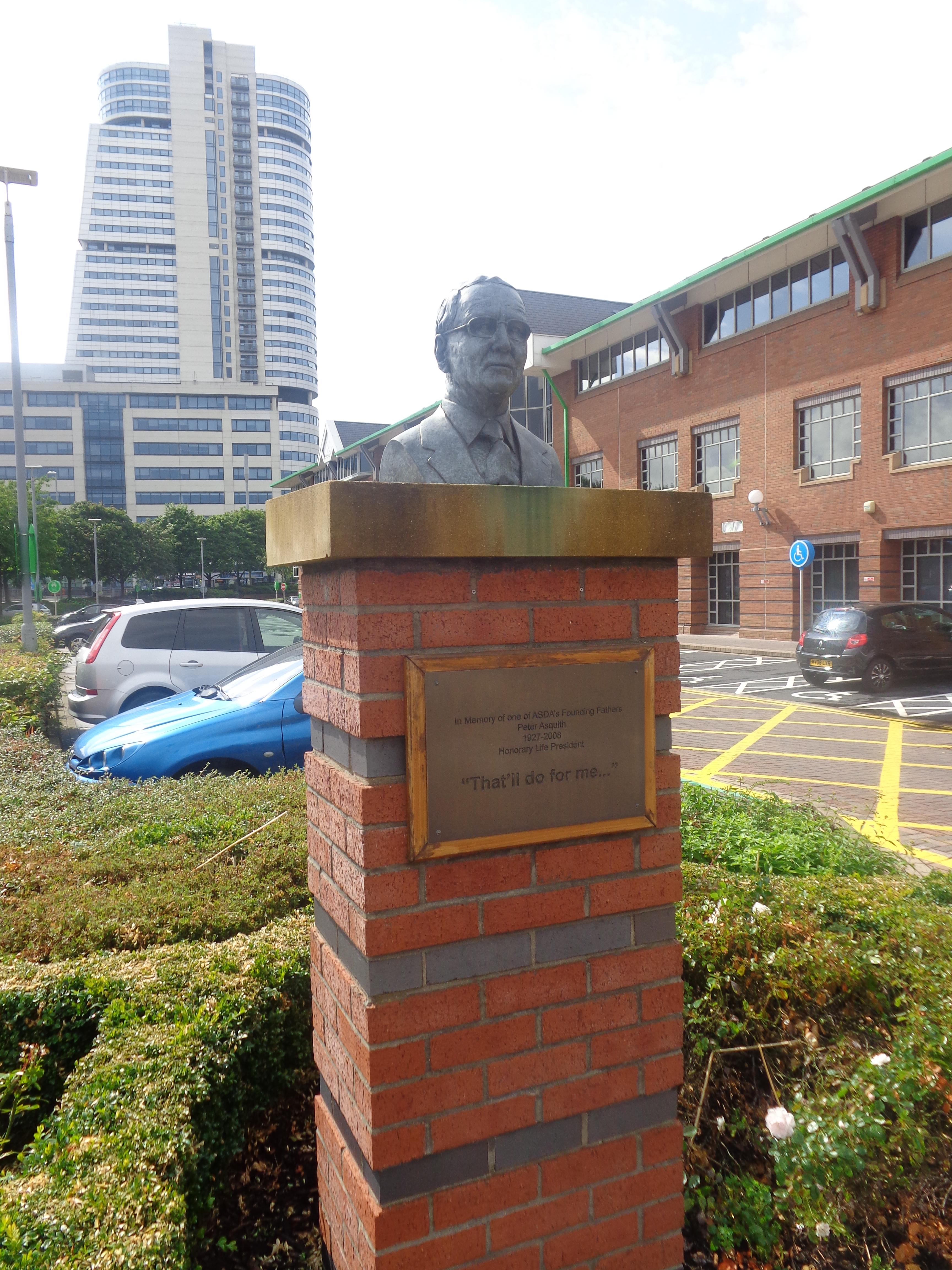
Bức tượng bán thân của người đồng sáng lập Peter Asquith bên ngoài Asda House ở Leeds

Bên cạnh các siêu thị chính, công ty còn cung cấp các dịch vụ tài chính và nhà cung cấp điện thoại di động.
Vào tháng 2 năm 2021, Tập đoàn EG và TDR Capital đã mua lại Asda. Walmart vẫn giữ "một khoản đầu tư cổ phần" vào Asda, một ghế trong hội đồng quản trị và "một mối quan hệ thương mại đang diễn ra". Thỏa thuận được đưa ra sau khi thương vụ mua lại của Sainsbury bị Cơ quan Cạnh tranh và Thị trường từ chối.

## Lịch sử

### Những năm đầu
Gia đình Asquith là những người giết mổ gia súc sống tại Knottingley, Wakefield, West Yorkshire. Vào những năm 1920, họ mở rộng hoạt động kinh doanh của mình lên bảy cửa hàng bán thịt trong khu vực. Con trai của họ, Peter và Fred, sau này trở thành thành viên sáng lập của Asda.
Cùng thời gian đó, một nhóm nông dân chăn nuôi bò sữa West Riding, bao gồm gia đình Stockdale và Craven Dairies, đã cùng nhau tham gia dưới ngọn cờ của JW Hindell Dairy Farm Ltd. Công ty đã đa dạng hóa vào năm 1949 để trở thành Associated Dairies and Farm Stores Ltd, với Arthur Stockdale với tư cách là giám đốc điều hành.

### Thập niên 1960 và 1970
Năm 1963, anh em nhà Asquith đã chuyển đổi một rạp chiếu phim cũ, Queens ở Castleford, thành một siêu thị tự phục vụ. Một siệu thị khác cũng được mở trong khu chợ cũ trong nhà ở Edlington sau đó. Cả hai cửa hàng đều kinh doanh dưới tên 'Queens'. Cửa hàng tiếp theo của họ là một siêu thị được xây dựng có mục đích ở South Elmsall, một thị trấn mà Asda có trung tâm phân phối cho đến ngày nay.
Năm 1965, anh em nhà Asquith tiếp cận với các hãng sữa liên kết để điều hành các bộ phận bán thịt trong chuỗi cửa hàng nhỏ của họ. Một sự hợp nhất đã được đề xuất và công việc kinh doanh của Asquiths được liên kết với Noel Stockdale để thành lập một công ty mới, Asda (Asquith + Dairies) (từ năm 1985).
Đến năm 1967, công ty đã thành lập một cửa hàng ở Đông Bắc nước Anh tại Billingham, Teesside, nơi vẫn mở cửa cho đến ngày nay. Đến năm 1969, Noel Stockdale mua lại cổ phần của anh em nhà Asquith và trở thành chủ tịch của công ty.
Asda đã tận dụng lợi thế của việc bãi bỏ duy trì giá bán lẻ để cung cấp cho các siêu thị quy mô lớn với chi phí thấp. Điều này được hỗ trợ bởi quyết định mua lại ba chi nhánh đang gặp khó khăn do Mỹ sở hữu vào giữa những năm 1960 của tập đoàn bán lẻ GEM. Các cửa hàng của Government Exchange Mart ở Preston, Lancashire, Cross Gates, Leeds và West Bridgford đã lỗ lũy kế 320.000 bảng Anh và đề nghị bán các cửa hàng này với giá 20% bất cứ khoản nào Asda có thể thu hồi được do lỗ từ doanh thu nội địa. Họ đã nhận lại toàn bộ số tiền. Giá thuê chỉ 10 shilling (50p) mỗi foot vuông trong hợp đồng thuê 20 năm, không có đánh giá về giá thuê, Asda đã tăng doanh số 6.000 bảng mỗi tuần của GEM lên khoảng 60.000 bảng mỗi tuần chỉ trong sáu tháng với các cửa hàng mới có tên Asda.
Trong suốt những năm 1970, với hơn 30 cửa hàng ở phía bắc nước Anh, Asda bắt đầu mở rộng về phía nam, với việc mở các cửa hàng mới tại khu vực Estover của Plymouth, Devon và Gosport, Hampshire vào năm 1977. Năm 1978, Asda mua lại Allied Carpets.
Năm 1982, cửa hàng London đầu tiên mở cửa cho đến năm 1982, tại Park Royal, gần Ealing. Các cửa hàng Isle of Dogs và Charlton, London nhanh chóng tiếp nối sau đó.